# Lomatia sabaea
Lomatia sabaea är en tvåvingeart som först beskrevs av Fabricius 1781.  Lomatia sabaea ingår i släktet Lomatia och familjen svävflugor. Inga underarter finns listade i Catalogue of Life.

## Bildgalleri

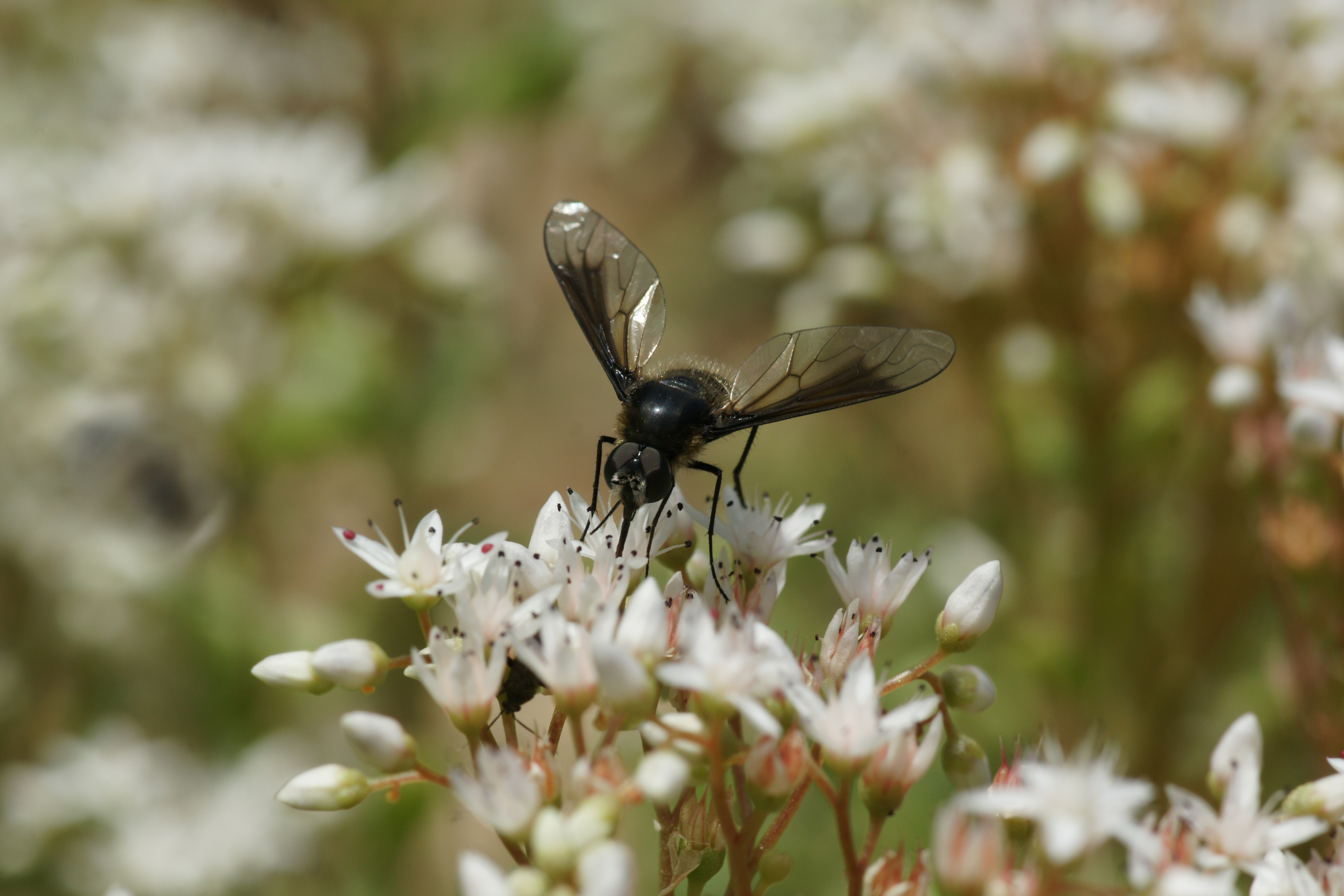
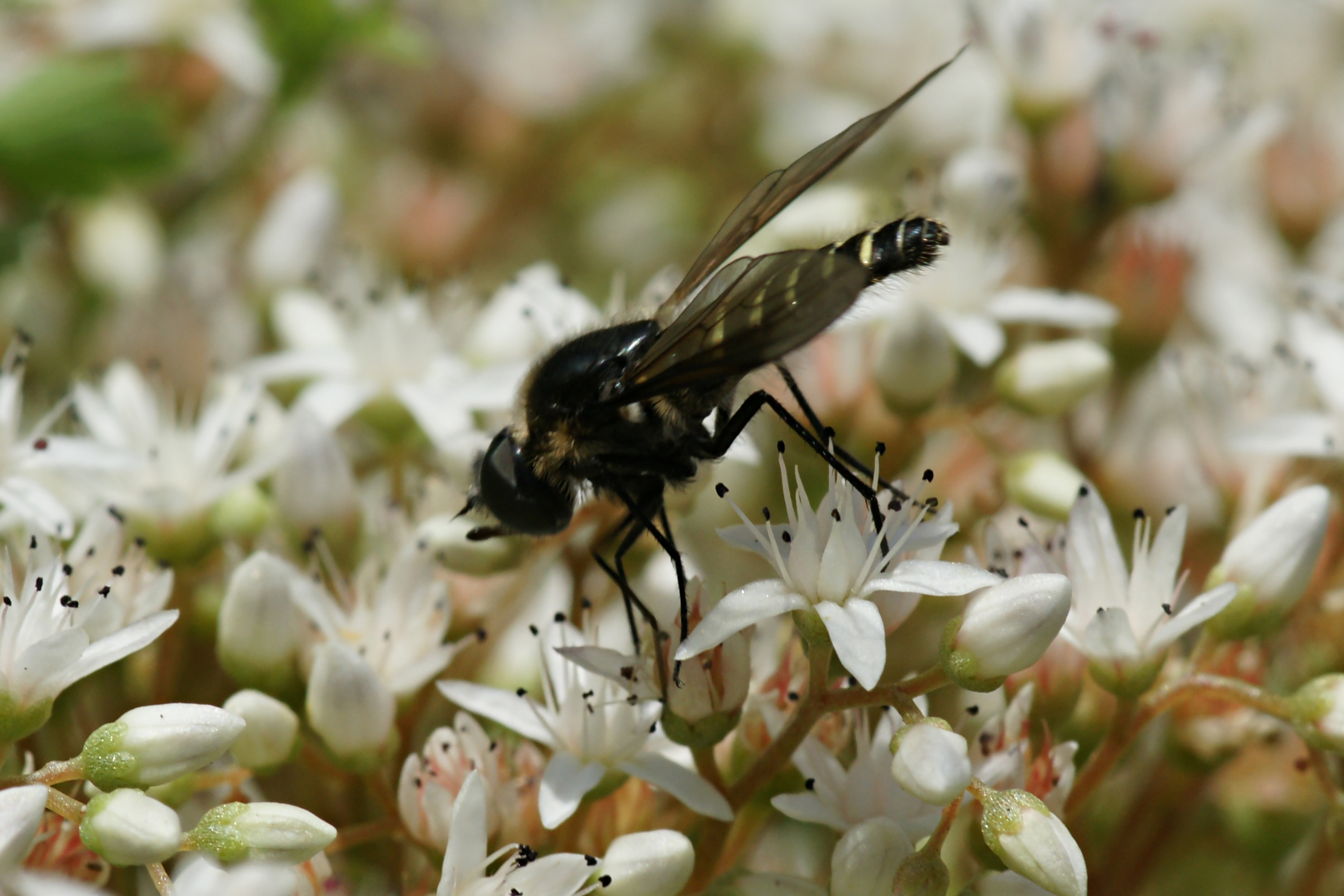
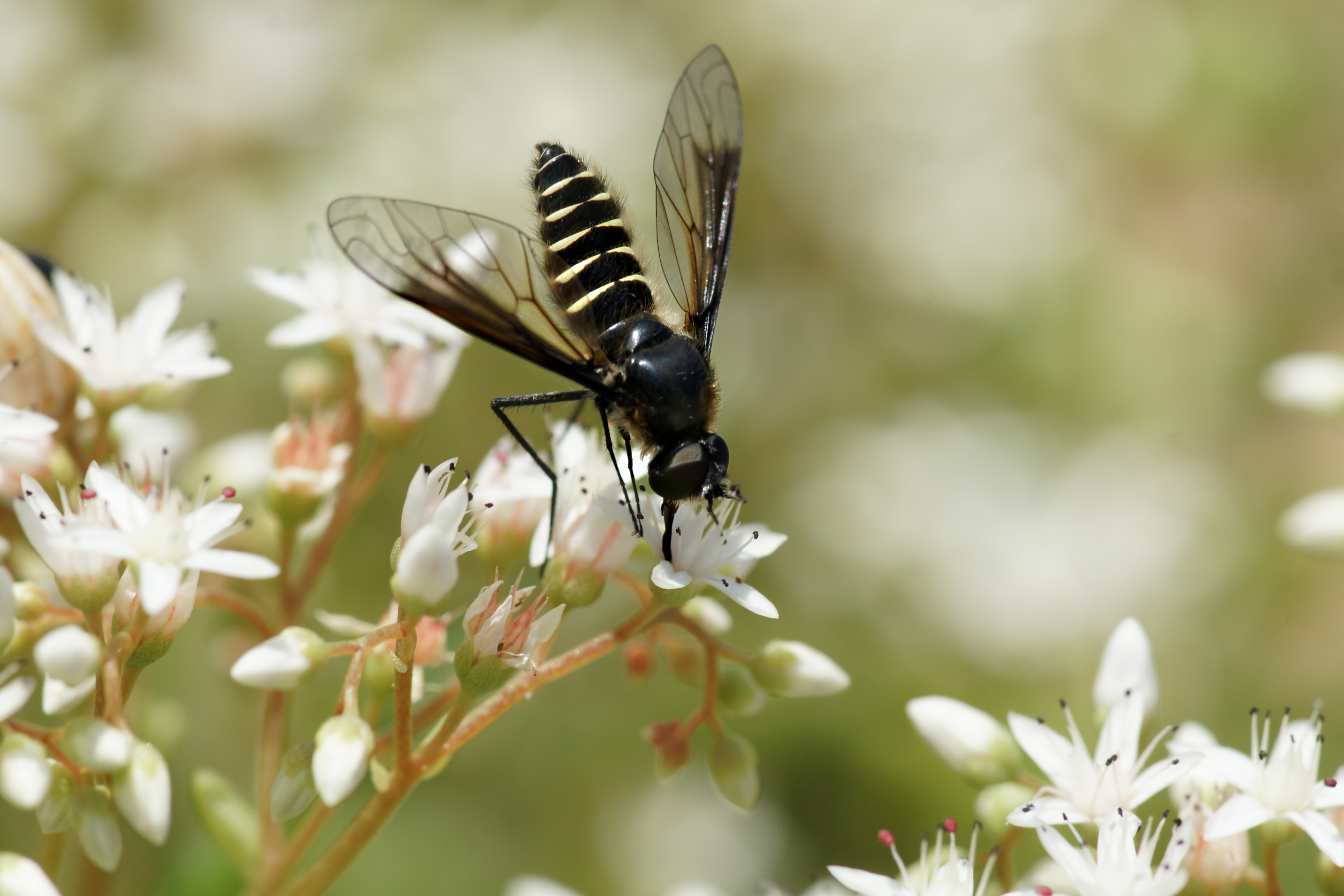